# Cueva de la Laja Alta
Die Cueva de la Laja Alta liegt auf dem Landgut Jateadero in der Gomero-Schlucht, am Rande des „Parque Natural de Los Alcornocales“ (Korkeichen) in Jimena de la Frontera in der Provinz Cádiz, in Spanien. Sie gehört zur Gruppe von Höhlen mit Felsmalereien, der Südandalusischen Kunst (spanisch Arte Sureño).
Die Höhle von Laja Alta wurde 1978 von Francisco Corbacho Rey entdeckt. Sie zeichnet sich durch eine Vielzahl von Höhlenmalereien aus, unter denen vor allem eine Szene mit Darstellungen von Schiffen hervorzuheben ist. Sie zeigt möglicherweise Boote aus dem östlichen Mittelmeer und wird auf 1000 bis 600 v. Chr. datiert. In der Höhle sind auch zahlreiche Darstellungen menschlicher Figuren sowie kultische Zeichen und Idole zu sehen. Von Interesse ist eine Szene, die einen Reiter darstellt.